# Pulvino

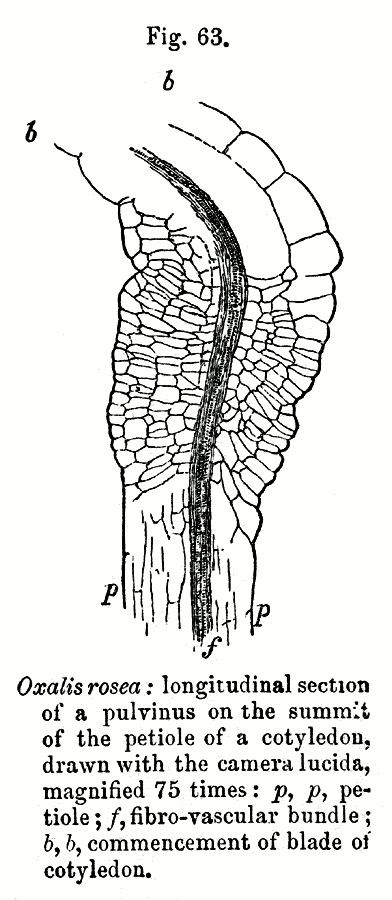
Secção de um pulvino de Oxalis rosea (de Charles Darwin (1880): The Power of Movement in Plants).

Pulvino (latim:pulvinus; pl.: pulvini) é uma estrutura anatómica engrossada, semelhante a uma articulação, que ocorre na base das folhas ou folíolos de algumas plantas cuja função é facilitar os movimentos násticos, ou seja independentes do crescimento, nomeadamente a nictinastia e a tigmonastia. A presença de pulvinos é frequente, por exemplo, em membros da família Fabaceae (Leguminosae):185 e da família Marantaceae.:381 Estas estruturas designam-se por pulvínulos se ocorrerem na base dos pecíolos das folhas.

## Descrição
Os pulvinos podem estar presentes na base ou ápice do pecíolo ou onde os folíolos de uma folha composta são inseridos no ráquis. São constituídos por um núcleo de tecido vascular dentro de um cilindro volumoso e flexível de células de parênquima de paredes finas. Um pulvino também é às vezes chamado de genículo.
O movimento pulvinar é causado por mudanças na pressão de turgescência, levando a uma contracção ou expansão do tecido do parênquima. A resposta é iniciada quando a sacarose é descarregado do floema para o apoplasto. O aumento da concentração de açúcar no apoplasto diminui o potencial hídrico e dispara o efluxo de iões de potássio das células circundantes. Isso é seguido por um efluxo de água, resultando em uma mudança repentina da pressão de turgor nas células do pulvino. As aquaporinas na membrana do vacúolo dos pulvinos permitem o efluxo da água, o que que contribui para a mudança na pressão de turgor. O processo é semelhante ao mecanismo de fechamento dos estomas.
Exemplos comuns de movimentos pulvinar incluem o movimento nocturno de fechamento das folhas das leguminosas e a resposta ao toque das planta "sensíveis" (como a Mimosa pudica). Os movimentos nictinásticos (movimentos do sono) são controlados pelo relógio circadiano e pela transdução do sinal de luz através dos fitocromos. Os movimentos tigmonásticos (resposta ao toque) parecem ser regulados por meio da transdução de sinais eléctricos e químicos, espalhando o estímulo por toda a planta.
O caso de Mimosa pudica
A espécie Mimosa pudica é um organismo modelo no estudo dos movimentos násticos em que os pulvinos assumem um papel central. Nesta espécie, o movimento dos pulvinos está associado a um relógio biológico interno que determina o fecho dos folíolos à noite e a sua abertura durante o dia. Nessa espécie os movimentos tigmonásticos (ou sismonásticos) das folhas são desencadeados em resposta ao toque e à temperatura.
Para permitir esses movimentos, está localizado um pulvino na base de cada folíolo da planta. A estimulação mecânica por meio do toque é percebida e traduzida em estimulação elétrica causando o fluxo de iões para fora das células do pulvino. Uma regulação positiva de aquaporina e H+–ATPase permite o rápido fluxo de água para fora dessas células motoras. O fluxo de água para fora das células resulta em diminuição da pressão de turgor e fechamento característico das folhas da Mimosa pudica. A queda na pressão de turgor é reversível, mas lenta. Os folíolos abrem lentamente para retomar a sua posição inicial após 20 minutos de falta de estimulação. Foi demonstrado que o movimento tigmonástico pode ser inibido com o uso de anestésicos.
Usando ressonância magnética nuclear, o movimento ascendente de água dentro da articulação do pulvino em resposta à estimulação elétrica foi observado em pulvinos na base do pecíolo. Movimento de água para a parte superior ou inferior do pulvino causa turgência (inchaço) assimétrica, fazendo com que o pecíolo caia ou suba e contribuindo para o deslocamento característico dos pecíolos. A transmissão de sinais elétricos e químicos internos causam mudanças no pulvino que permite a Mimosa pudica  responder rapidamente a estímulos de toque.